# Le Plus Beau des cadeaux
Le Plus Beau des cadeaux (Dear Santa) est un téléfilm de Noël canadien réalisé par Jason Priestley et diffusé aux États-Unis le 26 novembre 2011 sur Lifetime.

## Synopsis
Crystal est une jeune new-yorkaise. Ses parents décident de mettre fin à leur soutien financier afin qu'elle se trouve un travail. Peu avant Noël, en faisant les boutiques, elle découvre une lettre d'une petite fille adressée au Père Noël fille, dans laquelle il est dit que son cadeau le plus cher serait d'avoir une maman. Crystal veut réaliser le rêve de la petite fille en rencontrant son père, un homme séduisant.

## Fiche technique
- Titre original : Dear Santa
- Réalisation : Jason Priestley
- Scénario : Barbara Kymlicka
- Durée : 90 minutes
- Pays : Canada

## Distribution
- Amy Acker (VF : Sybille Tureau) : Crystal Carruthers
- David Haydn-Jones (VF : Laurent Orry) : Derek Gowen
- Emma Duke : Olivia Gowen
- Patrick Creery (VF : Tanguy Goasdoué) : Pete Kennedy
- Gina Holden (VF : Hélène Bizot) : Jillian
- James Dugan (VF : Achille Orsoni) : Frank McCourt
- Margherita Donato : Kim
- Brooklynn Proulx : Sharla
- Paulina Chmielecka : Vendeuse
- James D. Hopkin : M. Norman Lockhart